# Calea ferată Vâlcele–Bujoreni Vâlcea
Calea ferată Vâlcele-Bujoreni Vâlcea (cunoscută și sub numele de Vâlcele-Râmnicu Vâlcea) este o cale ferată ce face legătura între localitățile Vâlcelele, județul Argeș și Bujoreni, județul Vâlcea. Linia are o lungime de 41 km și a fost construită în perioada 1979-1989, deși posibilitatea construirii unei căi ferate care să lege valea Argeșului de valea Oltului a fost studiată încă din a doua jumătate a secolului al XIX-lea. Tronsonul ar fi urmat să scurteze distanța dintre București și Arad cu peste 100 km iar, pe plan local, să realizeze o legătură directă între Râmnicu Vâlcea și Pitești, precum și scurtarea distanței dintre Sibiu și București cu 117 km.
Tronsonul a fost construit cu linie simplă, neelectrificată și prevăzută cu semnalizare mecanică. Deși lucrările nu erau complet finalizate, calea ferată a fost oficial inaugurată la sfârșitul anului 1989, apărând în Mersul Trenurilor sub tabela 219. Cu toate acestea, nu au circulat niciodată trenuri de călători sau de marfă pe acest tronson, cu excepția unor trenuri de probă. Lucrările au continuat sporadic după 1990 până în 1998, când au fost sistate iar tronsonul a fost oficial închis. În anul 2004 linia a fost dezafectată prin demontarea șinelor de cale ferată. De atunci s-au mai efectuat diferite studii iar calea ferată încă este preconizată pentru finalizare în viitor, dar cu termen incert.

## Istoric

### Primele proiecte
Ideea construirii unei căi ferate care să lege valea Argeșului de valea Oltului a apărut prima dată la 16 iunie 1862 într-un raport întocmit de D. I. Manovici și prezentat în Camera Deputaților. Acesta declara: "Din punct de vedere al costului, niciun minut nu se poate sta la îndoială spre a se da preferință Văii Oltului, ale cărei greutăți, deși considerabile, nu se pot compara cu cele ale Văii Jiului". În timpul desfășurării lucrărilor de construcție ale tronsonului Râmnicu Vâlcea - Râul Vadului, inginerul Mihail Romniceanu, proiectantul căii ferate de pe valea Oltului, a propus două variante de traseu: Curtea de Argeș - Călimănești și Curtea de Argeș - Câineni.
După Primul Război Mondial, Direcția Generală a Construcților de Căi Ferate a prevăzut această linie ca fiind de urgența a doua, prima fiind Bumbești-Livezeni. Într-un alt program din 1922, lucrarea figura ca a opta în categoria liniilor grele. În 1927, calea ferată Curtea de Argeș - Râmnicu Vâlcea era prima după lucrările începute și care trebuiau mai întâi finalizate. În 1934, construcția liniei era considerată a treia ca importanță, după Ilva Mică-Vatra Dornei și Bumbești-Livezeni.
S-au efectuat diferite studii în perioada cuprinsă între 1931 și 1949. În 1942 au fost efectuate pe hartă 8 trasee, ce pot fi împărțite în trei grupe:
- Grupa de nord, cu variantele Curtea de Argeș - Câineni (54 km), Curtea de Argeș - Călimănești (48 km) și Curtea de Argeș - Jiblea (39 km);
- Grupa de mijloc, cu traseul Curtea de Argeș - Râmnicu Vâlcea pe trei variante posibile
- Grupa de sud, cu variantele Bascov - Băbeni (60 km) și Bascov - Jiblea (71 km)

Deoarece variantele din nord prezentau un grad ridicat de dificultate în execuție iar cele din sud erau trasee prea lungi, studiile ulterioare s-au concentrat pe grupa de mijloc.
În 1948-1949 s-au făcut studii în teren și a fost elaborat un traseu în lungime de 37 km care pornea din stația Curtea de Argeș spre nord și, după ce traversa Argeșul, intra în valea Frasinului, traversa culmea Pietrosul și râul Topolog până în comuna Ciofrângeni. În continuare, calea ferată traversa culmea Gibei printr-un tunel și urmărea valea pârâului Sâmnic până la confluența acestuia cu Oltul, intrând apoi în stația Râmnicu Vâlcea pe la sud după ce traversa râul Olt. Pe acest traseu au fost prevăzute cinci stații intermediare: Capul Dealului, Tigveni, Ciofrângeni, Bleici și Racoviță. De asemenea, erau prevăzute două tuneluri: Mamaia (1.477 m) și Burluș (1.840 m). Traseul a fost aprobat de Consiliul Tehnic al Departamentului CFR, dar demararea lucrărilor a fost amânată din cauza apariției altor lucrări mai importante în acea perioadă.
În 1975 s-au efectuat noi studii în teren. Atunci, a fost eliminată varianta începerii traseului în nordul orașului Curtea de Argeș, care se dezvolta puternic în acea zonă, și s-a luat decizia racordării liniei din halta Vâlcele, situată la 16 km sud de Curtea de Argeș pe tronsonul Pitești-Curtea de Argeș. După ce traversează valea Argeșului, traseul se înscrie circa 9 km pe valea pârâului Tutana până la confluența acestuia cu valea Ploștina, trecând apoi în valea Topologului printr-un tunel (Ploștina) lung de 1.910 m. Mai departe, traseul traversează valea largă a Topologului printr-un viaduct (Topolog) lung de 1.440 m, după care intră în tunelul Gibei, lung de 2.250 m, pentru a ieși în valea Sâmnicului pe care o traversează printr-un viaduct (Sâmnic) lung 540 m, o urmărește pe stânga, trecând prin comuna Blidari, până aproape de confluența acestuia cu Oltul, de unde se înscrie pe malul stâng al Oltului, pe care îl traversează în aval de hidrocentrala Râmnicu Vâlcea. În final, tronsonul se încheie prin racordarea la secția 201 Piatra Olt-Podu Olt în nordul localității Râmnicu Vâlcea.
Principalele lucrări proiectate pentru tronson erau:
- Suprastructură CF tip 49: 39 km
- Terasamente: 2.300.000 m3
- Tuneluri: 2 (Gibei și Ploștina), în lungime totală de 4.160 m
- Podurile peste Argeș și Olt, în lungime totală de 447 m
- Alte 4 poduri
- 107 podețe
- Viaductele Topolog, Sâmnic, Sâmnicel și Linia, în lungime totală de 2.100 m
- 6 viaducte mai mici: Hogea, Ostroveni, Racoviță, Blidari, Valea Hotarului și Popești , în lungime totală de 705 m
- 4 stații: Tutana, Schitu Matei, Blidari și Râmnicu Vâlcea Est

### Lucrările de execuție
Lucrările de construcție a tronsonului au demarat în martie 1979, având trei constructori:
- IUG - CCF pentru tunele și viaducte mari (Topolog, Sâmnic, Sâmnicel, Linia) și podul peste Argeș
- ICCF Brașov pentru tronsonul Schitu Matei - Râmnicu Vâlcea și lucrările de artă aferente
- ICCF Craiova pentru tronsonul Vâlcele - Schitu Matei și lucrările de artă aferente

Pentru construcția tronsonului au fost implementate câteva soluții tehnice în premieră pentru construcția de căi ferate în România. De exemplu, tunelurile Gibei și Ploștina au fost săpate folosind scutul integral mecanizat. Cele două tuneluri trebuiau să fie realizate la gabarit de linie dublă, dar s-au executat doar la gabarit de linie simplă. La început, lucrarea a fost abordată dintr-un capăt. Din cauza caracteristicilor tehnice dificile ale terenului, lucrarea nu s-a putut efectua în ritmul impus și, prin urmare, s-a introdus un al doilea scut la celălalt capăt al tunelului.
Pentru viaductele mari, deoarece înălțimea lor nu permitea montarea grinzilor cu macarale, a fost aplicată o tehnologie în premieră pentru podurile feroviare: lansarea în ax, fără reazeme intermediare. O altă soluție nouă a fost secțiunea casetată a pilonilor de 36-48 m înălțime ale viaductelor, turnarea lor urmând a se face cu cofraje glisante și cățărătoare.
La sfârșitul anului 1989, lucrările erau aproape de finalizare, fiind necesare doar efectuarea lucrărilor de semnalizare feroviară, lucrările de telefonie și mici lucrări de finisaje la partea de construcții, linia urmând să fie pusă în funcțiune în prima parte a anului 1990. Conform lui Alexandru Dobre, fost secretar de stat în Ministerul Transporturilor, costurile de execuție s-au ridicat la circa 1 miliard de dolari, ceea ce reprezenta jumătate din costurile de execuție ale Canalului Dunăre-Marea Neagră.

### După 1990
În 1989, chiar dacă lucrarea nu era încă finalizată, tronsonul a fost inaugurat și trecut în Mersul Trenurilor sub tabela 219, cu stațiile Ciofrângeni în loc de Schitu Matei și Sâmnic în loc de Blidari; linia a continuat să figureze în Mersul Trenurilor până în 1994. Conform tabelei 219 din Mersul Trenurilor, un tren personal ar fi urmat să parcurgă acest tronson în circa 1 oră și 10 minute. Totuși, pe acest tronson nu au circulat niciodată trenuri de călători sau de marfă, cu excepția câtorva trenuri de probă.
În 1992, în timp ce se efectuau lucrări la instalații, s-au produs prăbușiri masive, unele catastrofale, ale terasamentelor, fisuri la podețe și alunecări la viaducte iar lucrările au fost sistate. În 1994 au fost reluate și au vizat prelungirea unor viaducte, înlocuirea teraselor înalte cu noi viaducte și lucrări de consolidare. În 1996 lucrările au fost din nou sistate din lipsă de finanțare. În acel an, tronsonul era finalizat în proporție de 73%. Calea ferată a fost efectiv închisă în 1998, când au fost demontate macazurile de acces la linie de la ambele capete ale tronsonului.
În 1996 CFR a semnat un contract cu asocierea dintre compania italiană Secol S.p.A. și compania americană Royal Inter Trade pentru finalizarea tronsonului Vâlcele - Bujoreni Vâlcea. Contractul a fost în valoare de 138 de milioane de dolari însă, la scurt timp după aceea, CFR a decis să renunțe la proiect și a reziliat unilateral contractul. Totuși, consorțiul italo-american a obținut la Înalta Curte de Casație și Justiție o hotărâre judecătorească definitivă și irevocabilă pentru finalizarea tronsonului, iar CFR era obligată să plătească daune în valoare de 1.000 de dolari/zi pentru fiecare zi de întârziere. Conform unor surse, în contul operatorului feroviar s-au acumulat daune totale de circa 1,3 milioane de dolari din cauza întârzierii proiectului.
În 2004 prim-ministrul Adrian Năstase s-a deplasat la Ciofrângeni, unde a fost anunțată reluarea lucrărilor. Au fost făcute expertizele tehnice și aerofotogrametria, precum și lucrări de pregătire a șantierului. De asemenea, șinele de cale ferată au fost demontate și urmau să fie înlocuite cu altele noi. Proiectul urma să fie finalizat în 2008, dar lucrările au fost din nou întrerupte.
În anul 2008 guvernul condus de Călin Popescu Tăriceanu a modificat proiectul printr-o hotărâre de guvern secretizată. Conform acestei hotărâri, valoarea proiectului a crescut de la 138 milioane dolari la 633 milioane dolari.
În anul 2011 s-a întocmit un raport tehnic ce a fost depus la Agenția pentru Protecția Mediului în vederea obținerii acordului de mediu. În acest raport, specialiștii au propus modificarea traseului. Astfel, varianta propusă urmărește traseul existent de la Vâlcele până la capătul vestic al viaductului Sâmnic. Apoi, linia se îndreaptă spre nord traversând culmea Popești printr-un tunel de 1.998 m pentru a intra în valea Sâmnicel. După traversarea Sâmnicelului linia traversează dealul Fețeni printr-un tunel de 3.610 m după care se îndreaptă spre sud. Linia urmărește apoi o zonă cu dealuri joase unde o parte scurtă reprezintă un al treilea tunel cu lungime de 358 m, înainte de a reveni la traseul original în apropierea viaductului Hogea. Deoarece noul traseu evită halta Sâmnic, s-a propus înființarea unei noi halte în apropierea tunelului Gibei, în capătul dinspre Râmnicu Vâlcea. Această variantă de traseu a fost respinsă de CFR din rațiuni economice.
De asemenea, specialiștii au semnalat faptul că anumite lucrări nu au fost efectuate sau au fost efectuate în mod deficitar. Astfel, nu s-au executat lucrări de colectare și evacuare a apelor, lipsesc lucrările de corecție a torenților, șanțurile sunt burdușite, pilonii viaductelor au fost încastrați insuficient în pământ iar rambleurile au fost construite necorespunzător, ducând la deformații și alunecări.
În anul 2016 tronsonul a fost inclus în Master Planul General de Transport al României în dreptul proiectului de modernizare al căii ferate Pitești-Râmnicu Vâlcea Nord. Conform acestui plan, tronsonul este planificat pentru finalizare până în anul 2026 și estimat la 365,8 milioane euro.
Conform fișei sintetice de proiect, stadiul fizic de execuție al acestui proiect la data de 31 iulie 2019 era de doar 3%.

## Galerie foto

Viaductul Sâmnicel
Viaductul Sâmnicel
Viaductul Sâmnic
Viaductul Topolog - vedere spre tunel Ploștina
Viaductul Topolog - vedere laterală
Viaductul Topolog - vedere spre tunel Gibei
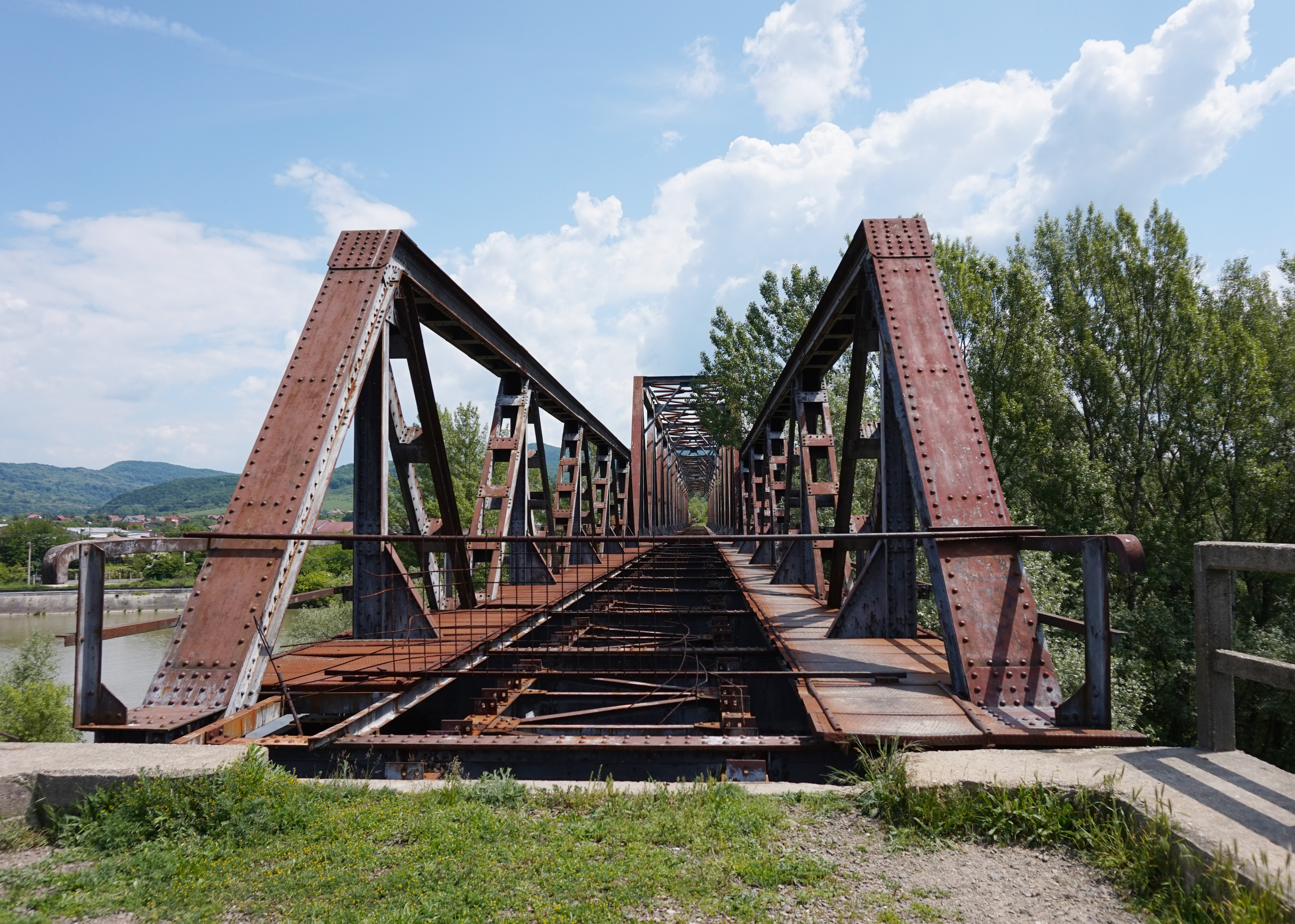
Podul peste Olt
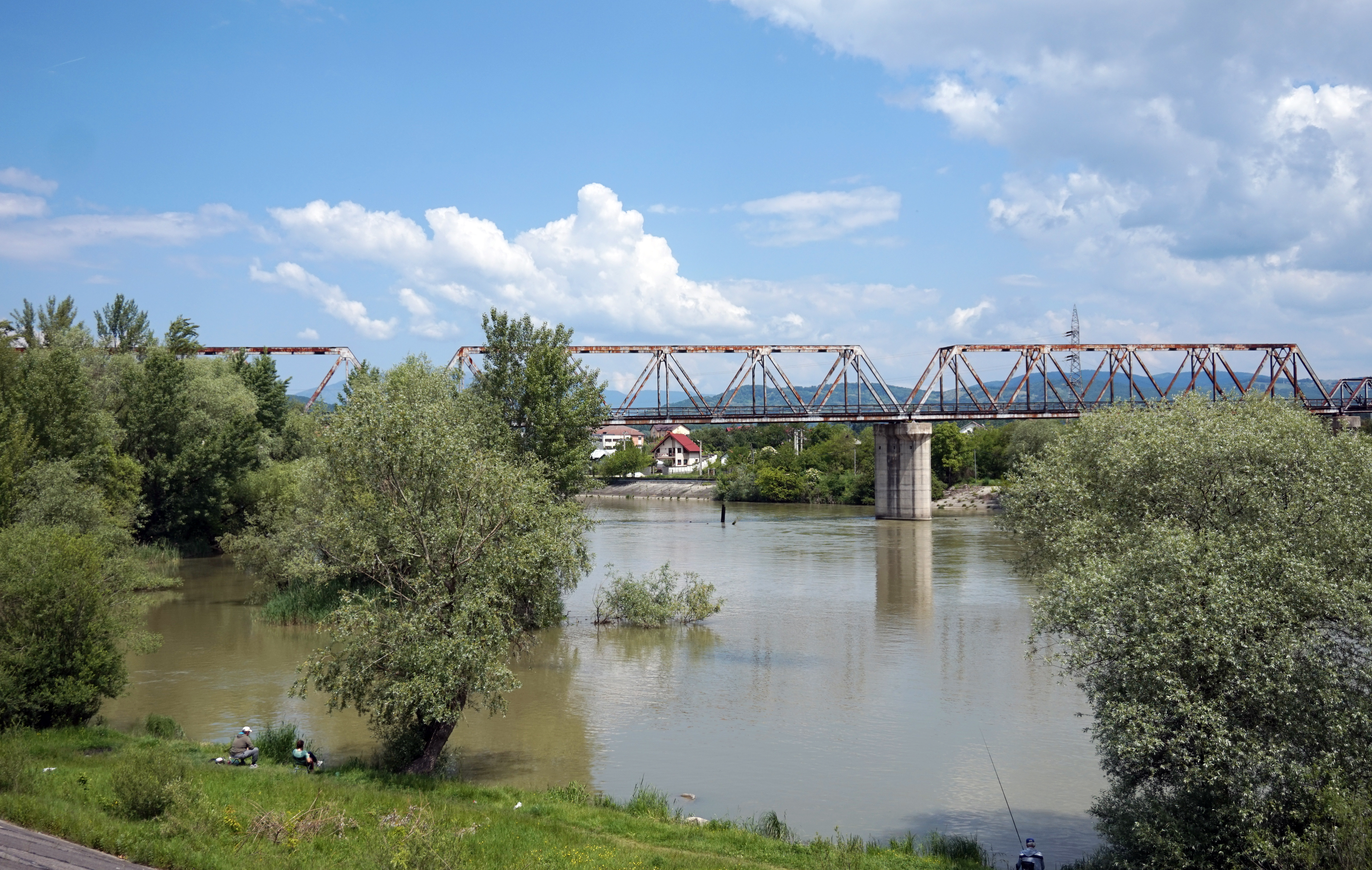
Podul peste Olt
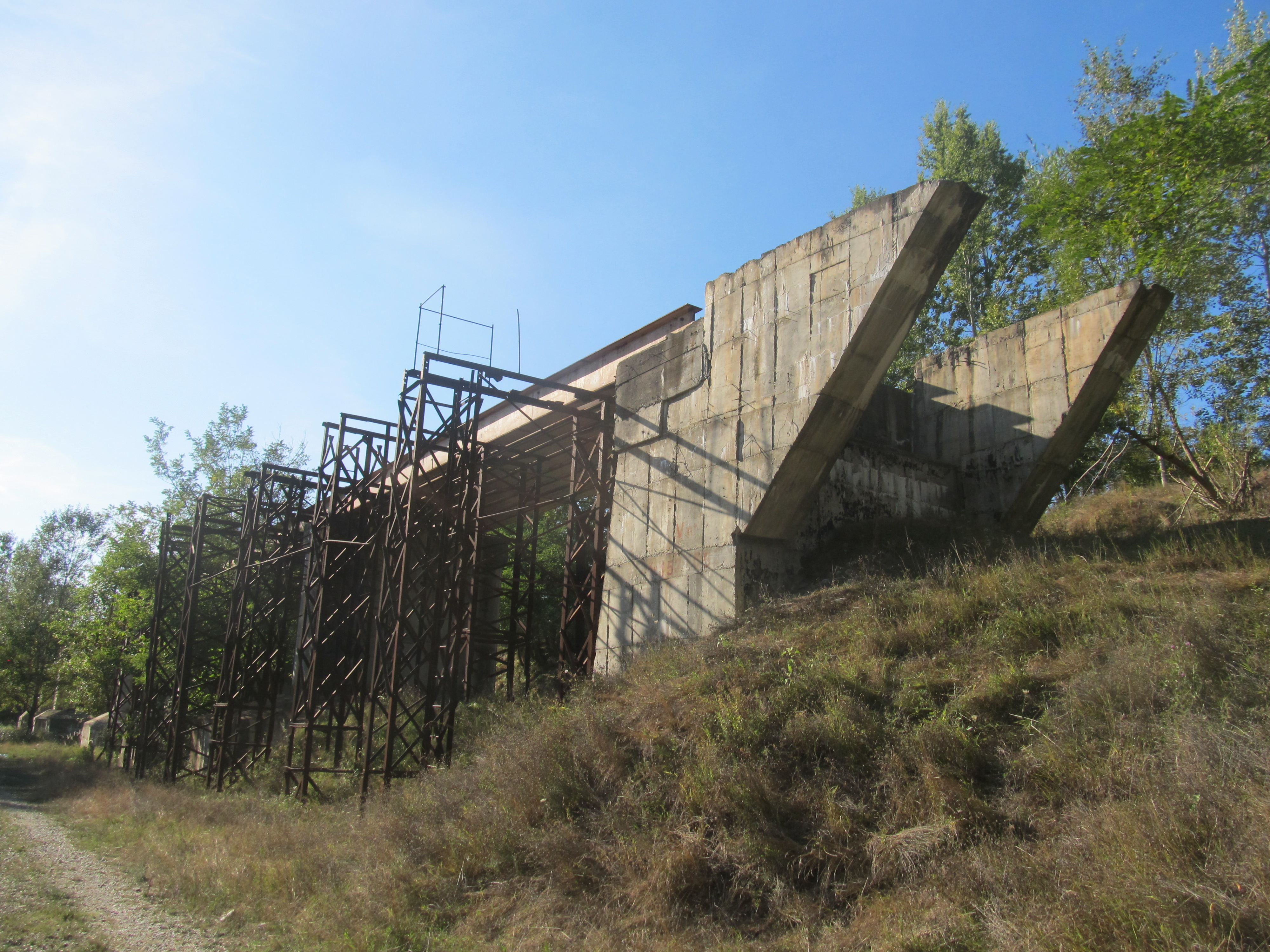
Viaduct neterminat în zona localității Gibești
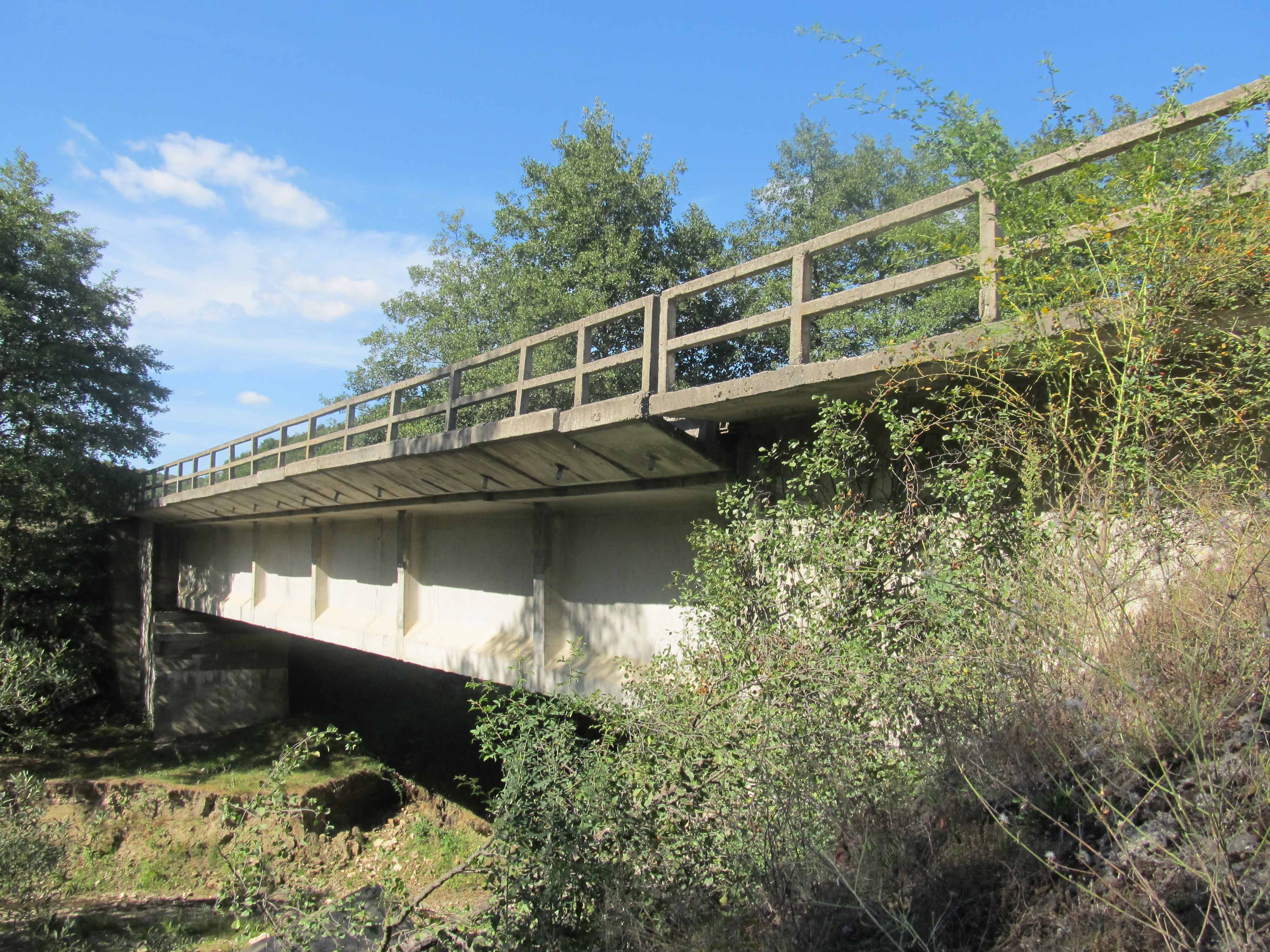
Pod în zona stației Tutana
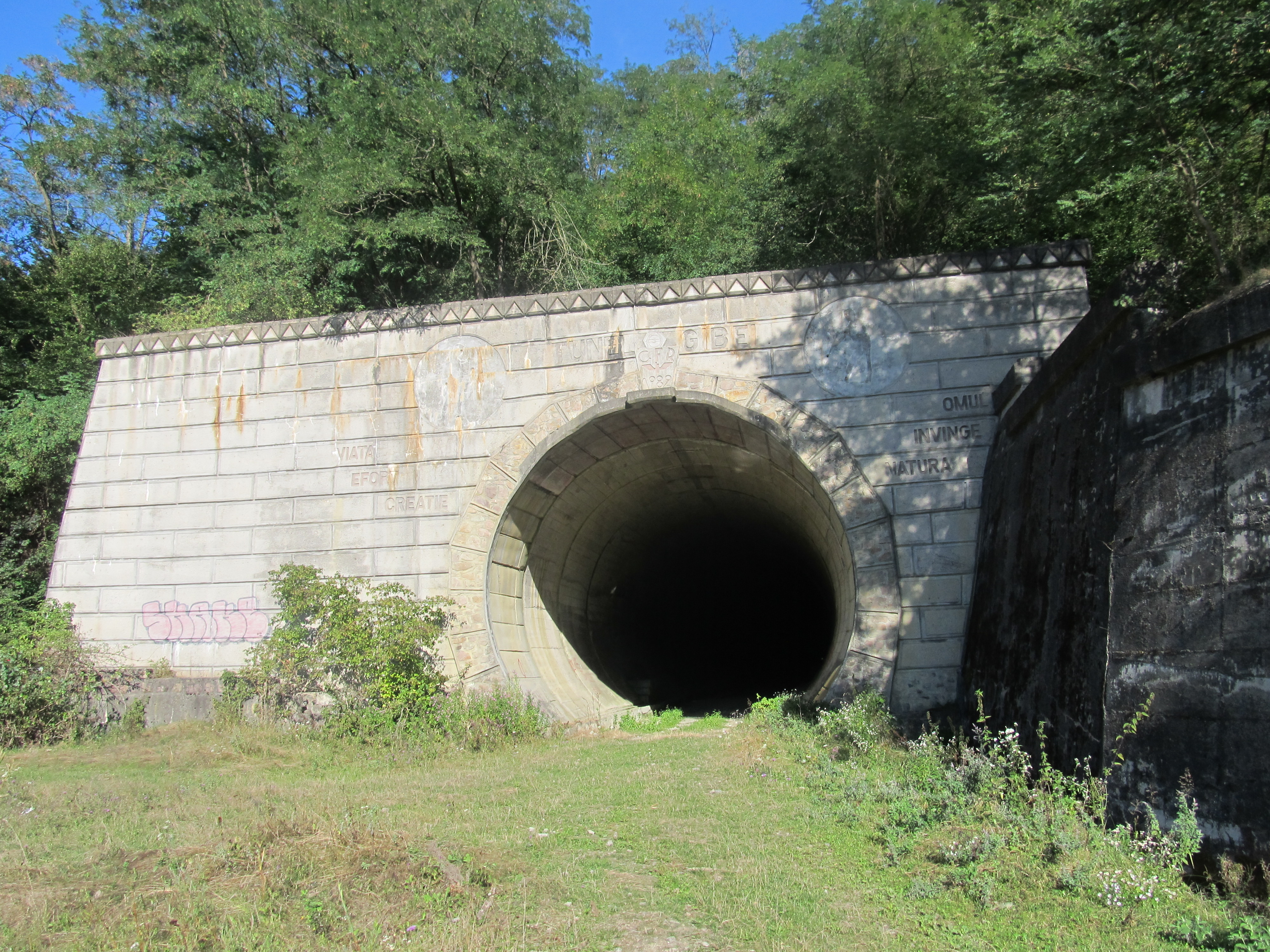
Tunelul Gibei - portalul dinspre Bujoreni Vâlcea